# مسجد بترا جايا
مسجد بترا جايا (بالملايو: Petra Jaya State Jamek ) هو مسجد الدولة الجديدة من سراوق، يقع المسجد في بتر جايا في اقليم كوتشينغ في ماليزيا .

## التاريخ
افتتح مسجد بترا جايا في عام 1990.